# Uncharted 2: Among Thieves Original Soundtrack from the Video Game
Uncharted 2: Among Thieves Original Soundtrack from the Video Game is een studioalbum gecomponeerd door Greg Edmonson voor het computerspel Uncharted 2: Among Thieves.

## Tracklist
| Nr.     | Titel                       | Duur  |
| ------- | --------------------------- | ----- |
| 1.      | ''Nate's Theme 2.0''        | 1:46  |
| 2.      | ''The City's Secret''       | 3:33  |
| 3.      | ''Bustin' Chops''           | 2:08  |
| 4.      | ''Reunion''                 | 1:42  |
| 5.      | ''Breaking And Entering''   | 3:13  |
| 6.      | ''Desperate Times''         | 3:28  |
| 7.      | ''Helicopter And Tank''     | 2:07  |
| 8.      | ''Marco Polo''              | 1:32  |
| 9.      | ''The Monastery''           | 4:10  |
| 10.     | ''Refuge''                  | 2:11  |
| 11.     | ''Warzone''                 | 2:14  |
| 12.     | ''Train Wrecked''           | 3:07  |
| 13.     | ''Cat And Mouse''           | 2:22  |
| 14.     | ''Cornered''                | 3:37  |
| 15.     | ''The Gates Of Shambhala''  | 3:17  |
| 16.     | ''Broken Paradise''         | 2:29  |
| 17.     | ''Brutal Combo Mambo''      | 2:25  |
| 18.     | ''Among Thieves''           | 1:40  |
| 19.     | ''A Rock And A Hard Place'' | 3:44  |
| 20.     | ''The Road To Shambhala''   | 5:17  |
| 21.     | ''Take That!''              | 2:28  |
| 22.     | ''Tunnel Vision''           | 1:59  |
| 23.     | ''The Heist''               | 2:36  |
| Totaal: | Totaal:                     | 63:05 |